# ایسائو تومیتا
ایسائو تومیتا (به ژاپنی: 冨田 勲) (انگلیسی: Isao Tomita; ۲۲ آوریل ۱۹۳۲ – ۵ مهٔ ۲۰۱۶) مشهور به تومیتا، آهنگساز پیشروی اهل ژاپن بود که پیشگام موسیقی الکترونیک و موسیقی فضایی (Space music) به‌شمارمی‌رود. بازآفرینی‌های بدیعش از آثار موسیقی کلاسیک که مبتنی بر تنظیم الکترونیک با استفاده از سینث‌سایزر آنالوگ بود شهرت زیادی برایش به ارمغان آورد.